# Царський син Куша
| sw | zA | n | k · S | T14 | N25 |

| sw | zA | n | k · S | T14 | N25 |

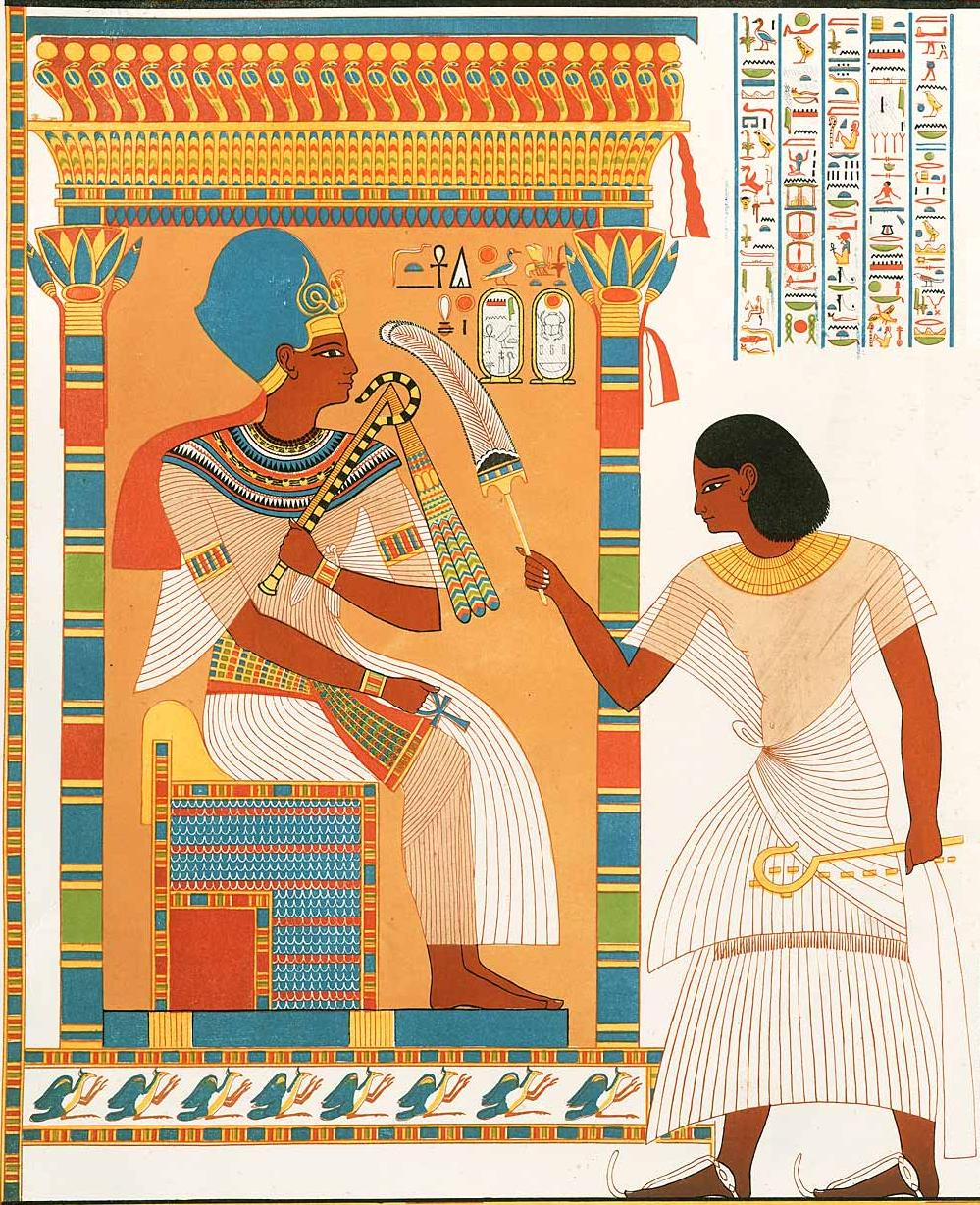
Царський син Куша Аменхотеп Хеві перед царем Тутанхамоном

Царський син Куша (др. єг S-nswt-n-Kš (Sa-nisut-n-Kush)) - титул давньоєгипетського намісника в Нубії (Куші) з XIV ст. до н.е.
Єгипетська військова адміністрація склалася в Нубії вже в період XVIII династії. До періоду правління царя Тутмоса IV (бл. 1397 - 1388 рр. до н. е.) основним титулом царського намісника в Нубії був титул «Царський син, начальник південних країн». Після придушення заколоту на півночі Нубії, в області Уауат, навесні 8-го року правління Тутмоса IV єгипетський намісник отримав титул Царського сина Куша.